# 보은 법주사 사천왕문
보은 법주사 사천왕문(報恩 法住寺 四天王門)은 충청북도 보은군 속리산면, 법주사에 있는 조선시대의 건축물이다. 1977년 12월 6일 충청북도의 유형문화재 제46호 법주사사천왕문(法住寺四天王門)으로 지정되었으나, 2013년 1월 18일 현재의 문화재 명칭으로 변경되었다.

## 개요
신라 진흥왕 14년(553)에 처음 세워진 법주사의 정문이다. 그 후 몇 차례 다시 지어졌다가 조선 인조 2년(1624)에 벽암선사가 지은 것이 오늘에 이르고 있다. 
앞면 5칸·옆면 2칸의 비교적 큰 규모이며, 지붕 옆면이 사람 인(人)자 모양인 맞배지붕집이다. 가운데 1칸은 입구이고, 양쪽 2칸은 사천왕상을 2구씩 배치하였다.
법주사 사천왕문의 사천왕상은 우리나라 최대의 걸작품으로 평가받고 있다..

## 같이 보기
- 법주사

## 참고 자료
- 보은 법주사 사천왕문 - 국가유산청 국가유산포털